# 皮耶拉尼卡
皮耶拉尼卡（義大利語：Pieranica），是意大利克雷莫纳省的一个市镇。总面积2平方公里，人口1174人，人口密度587.0人/平方公里（2009年）。国家统计（ISTAT）代码为019073。